# Честер (Вирџинија)
Честер (енгл. Chester) насељено је место без административног статуса у америчкој савезној држави Вирџинија.

## Демографија
По попису из 2010. године број становника је 20.987, што је 3.097 (17,3%) становника више него 2000. године.
| Група             | 2000.          | 2010.          |
| Белци             | 14.242 (79,6%) | 14.182 (67,6%) |
| Афроамериканци    | 2.403 (13,4%)  | 4.095 (19,5%)  |
| Азијати           | 386 (2,2%)     | 472 (2,2%)     |
| Хиспаноамериканци | 547 (3,1%)     | 1.761 (8,4%)   |
| Укупно            | 17.890         | 20.987         |